# Atletica leggera ai XVII Giochi del Mediterraneo - 5000 metri piani femminili
Le gare di atletica leggera nella categoria 5000 metri piani femminili si sono tenute il 28 giugno 2013 al Nevin Yanıt Atletizm Kompleksi di Mersin.

## Calendario
Fuso orario EET (UTC+3).
| Data      | Ora   | Turno  |
| --------- | ----- | ------ |
| 28 giugno | 21:10 | Finale |

## Risultati
Le 6 atlete partecipanti disputano direttamente la finale.

### Finale
| Pos. | Atleta             | Nazionalità | Tempo    | Note |
| ---- | ------------------ | ----------- | -------- | ---- |
|      | Christine Bardelle | Francia     | 15'39"54 |      |
|      | Silvia Weissteiner | Italia      | 15'44"53 |      |
|      | Elena Romagnolo    | Italia      | 16'11"17 |      |
| 4    | Ourania Rebouli    | Grecia      | 16'21"45 |      |
| 5    | Esma Aydemir       | Turchia     | -        | DNF  |
| 6    | Nadia Noujani      | Marocco     | -        | DNF  |